# النوبة (جبلة)

تعديل مصدري - تعديل

النوبة محلة تابعة لقرية اكمة عراف، التابعة لعزلة الاصابح بمديرية جبلة إحدى مديريات محافظة إب في الجمهورية اليمنية، بلغ تعداد سكانها 42 حسب تعداد اليمن لعام 2004.